# Pryskyřník stranokvětý
Pryskyřník stranokvětý (Ranunculus lateriflorus) je druh rostliny z čeledi pryskyřníkovité (Ranunculaceae).

## Popis
Jedná se o jednoletou rostlinu dorůstající nejčastěji výšky 5–15 cm, zřídka až 25 cm. Lodyha je přímá, bohatě větvená. Listy jsou střídavé, přízemní jsou dlouze řapíkaté, lodyžní krátce řapíkaté, horní až přisedlé. Čepele přízemních listů jsou nedělené, celokrajné, eliptické, na bázi široce klínovité, na okraji oddáleně vroubkované. Lodyžní listy jsou kopinaté, celokrajné. Květy jsou žluté, drobné, jen asi 3 mm v průměru, jsou jednotlivé a přisedlé v paždí horních listů. Kališní lístky jsou lysé a žlutavé. Korunní lístky jsou žluté, jsou zpravidla jen 3. Tyčinek je jen 5. Kvete v květnu až v červenci. Plodem je nažka, která je asi 2,5 m dlouhá, bradavčitá, na vrcholu zakončená celkem dlouhým háčkovitým zobánkem. Nažky jsou uspořádány do souplodí. Počet chromozomů je 2n=16.

## Rozšíření
Pryskyřník stranokvětý roste v jižní Evropě, ve Středomoří až po Balkán, na sever v Panonské oblasti na východ po západní Sibiř a střední Asii, přesahuje i do severní Afriky. V České republice neroste. V Rakousku je udáván jako vyhynulý. Na Slovensku roste jen velmi vzácně ve Východoslovenské nížině, v minulosti rostl vzácně i v Podunajské nížině a v Záhorské nížině. Jedná se o halofyt, roste na vlhkých zasolených místech, v jezírkách na jaře zaplavených a později vyschlých aj.